# Tepelhorens
De tepelhorens (Naticidae) zijn een familie van weekdieren uit de klasse van de Gastropoda (slakken).

## Taxonomie

### Onderfamilies
- Globisininae Powell, 1933
- Naticinae Guilding, 1834
- Polinicinae Gray, 1847
- Sininae Woodring, 1928

### Geslachten
- Amauropsona Finlay & Marwick, 1937 †
- Benthobulbus McLean, 1995
- Carinacca Marwick, 1924 †
- Laguncula Benson, 1842
- Magnatica Marwick, 1924 †
- Maxwellinatica Beu & B. A. Marshall, 2011 †
- Pliconacca Martin, 1914
- Polinella Marwick, 1931 †